# Visul din pavilionul roșu
Visul din pavilionul roșu (chineză simplificată: 红楼梦; chineză tradițională: 紅樓夢; pinyin: Hóng Lóu Mèng; Wade–Giles: Hung Lou Meng) este unul dintre cele patru mari romane clasice ale literaturii chineze. Autorul romanului este Cao Xueqin. A fost creat la mijlocul secolului al XVIII-lea în timpul dinastiei Qing.
Intriga romanului descrie ascensiunea și declinul unei familii aemănătoare familiei lui Cao și, prin extensie, a dinastiei în sine. Cao descrie puterea tatălui asupra familiei, dar romanul se dorește a fi un memorial al femeilor pe care le-a cunoscut în tinerețe: prietene, rude și servitoare. La un nivel mai profund, autorul explorează întrebări religioase și filosofice, iar stilul de scriere include ecouri ale pieselor și romanelor lui Ming, precum și poezie din perioadele anterioare.
Cao a început să-l compună în anii 1740 și a lucrat la el până la moartea sa în 1763 sau 1764. Copii ale manuscrisului nefinalizat au circulat în cercul social al lui Cao, sub titlul Povestea unei pietre, în versiuni ușor diferite, de optzeci de capitole. Nu a fost publicat decât la aproape trei decenii după moartea lui Cao, când scriitorii Gao E și Cheng Weiyuan au editat prima și a doua ediție tipărite în 1791-1792, cu titlul Visul din pavilionul roșu, la care au adăugat 40 de capitole. Încă nu este stabilit dacă Gao și Cheng au scris ei înșiși aceste capitole și măsura în care au reprezentat sau nu intențiile lui Cao. Ediția lor de 120 de capitole a devenit cea mai răspândită versiune. Titlul a fost tradus în engleză și ca Red Chamber Dream și A Dream of Red Mansions. Redologia este domeniul de studiu dedicat acestui roman.

## Rezumat
Personajul principal al cărții este o piatră străveche, rămasă în urmă după ce zeița Nüwa a creat raiul cu miliarde de ani în urmă. Piatra vrea să descopere plăcerile din „praful roșu” (lumea muritorilor), așa că îi roagă pe un preot taoist și pe un călugăr budist să o ia cu ei și să vadă lumea. Piatra, împreună cu un însoțitor (în versiunile lui Cheng-Gao cei doi sunt integrați într-un singur personaj), primește șansa de a învăța din existența oamenilor și pătrunde în regatul muritorilor, renăscută ca Jia Baoyu (Jadul prețios), de unde și „Povestea Pietrei”.

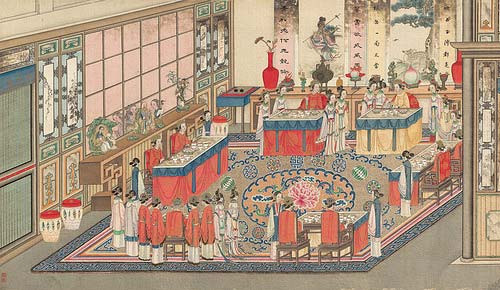
Pictură realizată de Sun Wen (1818-1904), artistul dinastiei Qing, înfățișând o scenă din roman

Romanul descrie minuțios aspecte din viața a două ramuri bogate ale clanului aristocrat Jia: Casa Rongguo și Casa Ningguo, care locuiesc în reședințe opulente din capitală. Deși nu este menționat numele capitalei, în primul capitol se precizează că dinastia nu este determinată. Strămoșii celor două familii au fost făcuți nobili și au primit titluri imperiale, iar în momentul acțiunii din roman, aceste familii sunt cele mai ilustre din oraș. Una dintre fiicele din familia Jia primește titlul de Consoartă regală, iar pentru a o primi cum se cuvine, familia construiește Daguanyuan, o grădină cu un peisaj luxuriant, în care se va petrece mare parte din acțiunea romanului. În continuare, este descrisă bogăția, puterea și influența familie Jia în minuțioase detalii naturaliste, precum și decăderea acesteia, prin intermediul a 30 de personaje principale și peste 400 de personaje secundare.
Moștenitorul familiei, Baoyu, este un adolescent nepăsător, lipsit de orice grijă. El are o legătură specială cu verișoara lui, Lin Daiyu, care îi împărtășește dragostea pentru muzică și poezie. Însă Baoyu este predestinat să se căsătorească cu o altă verișoară, Xue Baochai, care, prin grație și inteligență, întruchipează idealul feminin, dar față de care el nu simte nicio afinitate emoțională. Acțiunea romanului se construiește în jurul rivalității romantice dintre aceste trei personaje, pe fondul decăderii familiei.

## Personaje
Visul din pavilionul roșu cuprinde un număr extraordinar de mare de personaje: aproape 40 sunt considerate personaje principale, plus peste 400 de personaje secundare. Romanul abundă în portrete complexe ale numeroaselor personaje feminine. Potrivit lui Lu Xun din anexa la O scurtă istorie a ficțiunii chineze, Visul din pavilionul roșu a întrecut cu mult mentalitatea și tehnicile imaginabile în ficțiunea tradițională chineză; maniera realistă în care sunt prezentate personaje autentic umane, nici absolut bune, dar nici absolut rele, creează impresia că sunt desprinse direct din lumea reală.
Numele personajelor reprezintă o provocare pentru traducător, deoarece multe dintre ele au o anumită semnificație. David Hawkes a păstrat numele stăpânilor, amantelor și membrilor familiei lor în pinyin (Jia Zheng și Lady Wang, de exemplu); a tradus semnificațiile numelor servitorilor și a scris numele taoiștilor și budiștilor în latină (Sapientia), iar pe cele ale actorilor și actrițelor în franceză.

### Jia Baoyu și cele douăsprezece frumuseți din Jinling

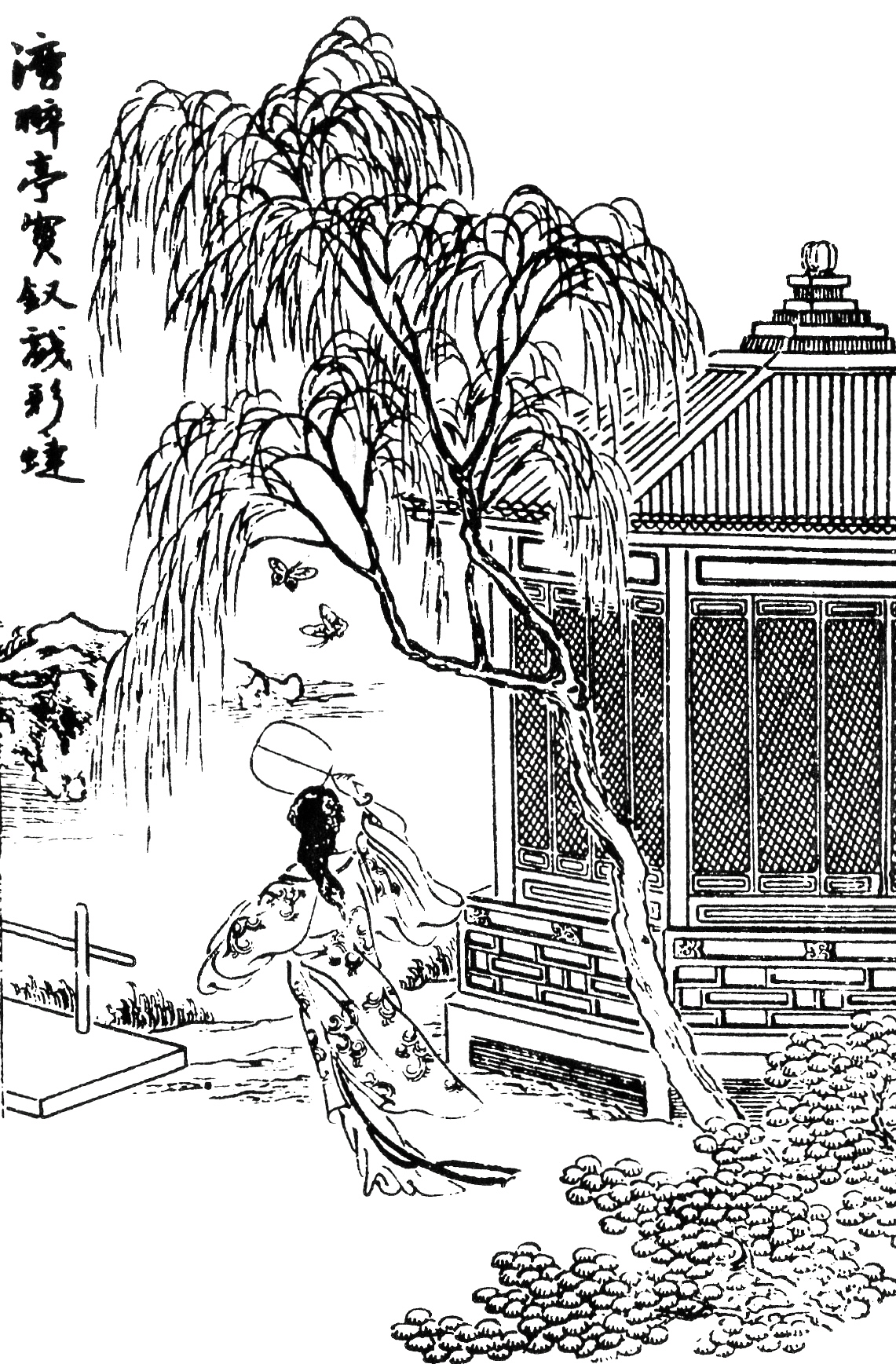
Xue Baochai prinzând fluturi (cap. 27) - gravură în lemn

- Jia Baoyu - Protagonistul romanului are în jur de 12 ani când începe acțiunea. Fiul adolescent al lui Jia Zheng și al soției acestuia, Lady Wang, s-a născut cu un mic fragment de jad în gură (Piatra) și este moștenitorul Casei Rongguo. Crescut foarte strict de tatăl său, adeptul al confucianismului, Baoyu preferă să citească texte taoiste precum Zhuangzi și Romance of the Western Camber, în loc de cele 4 cărți fundamentale ale educației clasice chineze. Este deosebit de inteligent, dar nu suportă mediul birocratic superficial din jurul tatălui său. Fire sensibilă și empatică, are o relație specială cu multe dintre femeile din casă.
- Lin Daiyu - verișoara primară mai tânără a lui Jia Baoyu și adevărata lui dragoste. Este fiica nobilului Lin Ruhai și a lui Lady Jia Min, mătușa lui Baoyu pe linie paternă. Lin Daiyu întruchipează eleganța și inteligența: frumoasă, sentimentală, sarcastică, independentă, o poetă împlinită, măcinată însă de accese de gelozie. Are probleme de respirație. Potrivit legendei, Baoyu, încarnat anterior ca zeul Shenying, a udat Perla purpurie, încarnarea lui Lin Daiyu. Scopul reîncarnării lor ca muritori este ca ea să îl răsplătească pe Baoyu cu lacrimi. Romanul propriu-zis începe odată cu capitolul 3, când Daiyu sosește la Casa Rongguo după moartea mamei sale.
- Xue Baochai - cealaltă verișoară primară a lui Jia Baoyu. Unica fiică a mătușii Xue, sora mamei lui Baoyu, Baochai este exact opusul lui Daiyu. În vreme ce Daiyu este sinceră și neconvențională, Baochai este versată și diplomată: o adevărată domniță feudală din China. Este descrisă ca fiind frumoasă și ambițioasă. Chipul ei este rotund, pielea albă, ochii mari și s-ar putea spune că are forme mai voluptoase, spre deosebire de Daiyu, a cărei apariție este angelică și delicată. Baochai are mereu asupra sa un pandantiv din aur pe care sunt inscripționate cuvinte primite în copilărie de la un călugăr budist. Inscripțiile de pe pandantivul ei și de pe jadul lui Baoyu par să se completeze perfect în lumea materială. În roman, căsătoria ei cu Baoyu apare ca predestinată, însă în cele din urmă nu se împlinește, căci dragostea lui Baoyu pentru frumoasa Daiyu nu piere nici după moartea acesteia.
- Jia Yuanchun - Sora mai mare cu zece ani a lui Baoyu. La început, a fost una dintre domnișoarele de onoare din palat, apoi a devenit consoartă imperială, după ce l-a impresionat pe împărat cu virtutea și educația ei aleasă. Poziția ei privilegiată de favorită a Împăratului marchează ascensiunea familiei Jia. Totuși, ea se simte prizonieră în palatul imperial și moare la vârsta de 40 de ani. Numele celor patru surori rostite împreună formează un omofon: Yuan-Ying-Tan-Xi cu „menite să suspine”.
- Jia Tanchun - sora vitregă mai mică a lui Baoyu, fiica concubinei Zhao. Extrem de nonconformistă, este aproape la fel de capabilă ca Wang Xifeng, cea care o și laudă de câte ori are ocazia, dar e conștientă că s-a născut din cine nu trebuie, deoarece copiii concubinelor nu sunt la fel de respectați precum cei ai soțiilor de drept. Tanchun este și o poetă foarte talentată. Este alintată „Trandafirul”, datorită frumuseții și agerimii sale. Mai târziu se va căsători cu un militar, departe de casă.
- Shi Xiangyun - Verișoara de gradul II a lui Baoyu, înrudită cu el din partea bunicii. Rămasă orfană de mică, a fost crescută de unchiul și mătușa din partea tatălui, oameni foarte bogați, dar care au tratat-o urât. Cu toate acestea, Xiangyun este o fire deschisă și veselă. O frumusețe androgină, arată foarte bine în haine bărbătești (odată s-a îmbrăcat cu hainele lui Baoyu și bunica ei a confundat-o cu un bărbat) și îi place să bea. Nu se sfiește să spună direct ceea ce crede, este voluntară și independentă, însă știe să ierte și să arate compasiune pentru cei din jurul ei. Cu o educație aleasă, este o poetă la fel de talentată ca Daiyu sau Baochai. Tânărul ei soț moare la scurt timp după căsătorie, iar ea jură să rămână văduva lui credincioasă pentru tot restul vieții.
- Miaoyu - O tânără călugăriță budistă din Casa Rongguo. Deși frumoasă și învățată, este rece, încrezută, puțin sociabilă și este obsedată de curățenie. În roman se spune că s-a călugărit nevoită de o afecțiune medicală și că se adăpostește aici din motive politice. După ce este răpită de bandiți, soarta ei rămâne un mister.
- Jia Yingchun - A doua pe linia femeilor din gospodăria lui Jia, după Yuanchun, Yingchun este fiica lui Jia She, unchiul lui Baoyu și vărul lui primar mai mare. O fire blândă, miloasă, păstrează distanța și are o atitudine mai degrabă apatică față de treburile lumești. Deși frumoasă și educată, nu se compară în istețime cu verișoarele ale ei. Trăsătura ei caracteristică este lipsa dorinței de a se implica în treburile familiei. În final, se va căsători cu un diplomat de la curtea imperială, într-o încercare disperată a tatălui ei de a spori averea în declin a familiei Jia. Tânăra Yingchun ajunge victima violenței domestice din partea soțului ei.
- Jia Xichun - verișoara mai tânără a lui Baoyu, din Casa Ningguo, crescută în Casa Rongguo. Pictoriță talentată și budistă devotată, este sora mai mică a lui Jia Zhen, capul Casei Ningguo. La sfârșitul romanului, după decăderea familiei Jia, Xichun renunță la plăcerile lumești și devine călugăriță budistă. Este aproape o copilă, descrisă ca preadolescentă în cea mai mare parte a romanului.
- Wang Xifeng - Verișoara prin alianță a lui Baoyu, tânăra soție a lui Jia Lian (văr primar cu Baoyu pe linie paternă), nepoata lui Lady Wang. Este întrudită cu Baoyu și prin sânge și prin alianță. Xifeng este o femeie foarte frumoasă, isteață, cu simțul umorului, deși uneori poate fi crudă și vicioasă. Categoric cea mai mondenă din tot romanul, ea se ocupă de administrarea treburilor domestice și deține putere economică și politică în cadrul familiei. Glumele ei le înveselesc pe Lady Wang și pe bunica Jia. Xifeng joacă perfect rolul de noră model și conduce gospodăria cu mână de fier. Personalitatea ei oscilează de la inimoasă și darnică față de cei săraci până la despotică și crudă, inclusiv capabilă de crimă. Face avere prin cămătărie și contribuie la decăderea familiei. Moare la scurt timp după ce bunurile familiei sunt confiscate de guvern.
- Jia Qiaojie - Fiica lui Wang Xifeng și a lui Jia Lian. În cea mai mare parte a romanului este înfățișată copil. În versiunea lui Gao E și Cheng Weiyuan, după declinul casei Jia, Qiaojie se căsătorește cu un fiu de țărani înstăriți pe care i-l prezentase bunica Liu și se mută la țară, fericită, departe de problemele celorlalți.
- Li Wan - Cumnata mai mare a lui Baoyu, văduva lui Jia Zhu, fratele mai mare al acestuia. Rolul ei este să-l crească pe fiul său Lan și să le supravegheze pe verișoarele ei. Este descrisă ca fiind o tânără văduvă, până în 30 de ani, o femeie blândă și împăcată cu soarta ei, imaginea ideală a unei văduve îndurerate, conform normelor din confucianism. În cele din urmă, va obține un rang înalt și un statut social privilegiat datorită fiului său, care trece cu brio examenele imperiale, însă este prezentată drept o femeie tristă, tragică, deoarece toată tinerețea ei a trecut încorsetată în standardele epocii.
- Qin Keqing - Nora lui Jia Zhen. Dintre toate personajele romanului, viața și moartea lui Qin Keqing rămân învăluite în mister. Aparent o femeie foarte frumoasă și seducătoare, are o aventură cu socrul ei și moare cu mult înainte de jumătatea romanului. Dormitorul ei este împodobit cu artefacte prețioase care au aparținut cândva unor femei extrem de senzuale, reprezentative din punct de vedere istoric sau mitologic. În patul ei, Bao Yu călătorește mai întâi în Tărâmul Iluziilor, unde are o întâlnire sexuală cu Doi-în-Unu, care îi reprezintă pe Xue Baochai și Lin Daiyu. Tot numele lui Doi-în-Unu este și Keqing, iar Qin Keqing devine astfel un pion important în experiența sexuală a lui Bao Yu. Cele douăsprezece cântece originale sugerează că frumoasa Qin Keqing s-ar fi spânzurat.

### Alte personaje principale
- Bunica Jia - Născută Shi, mai este numită și Matriarha sau Văduva, fiica marchizului Shi din Jinling. Bunica lui Baoyu, dar și a lui Daiyu, ea deține autoritatea supremă în Casa Rongguo și este cea mai în vârstă și mai respectată din întregul clan. Are doi fii, Jia She și Jia Zheng, și o fiică, Min, mama lui Daiyu. Daiyu este adusă în casa familiei Jia în urma insistențelor bunicii Jia, și tot ea este cea care îi apropie pe Daiyu și Baoyu în copilărie, iar apoi ca suflete pereche. După ce autoritățile le confiscă bunurile, ea își împarte toată averea rudelor, cu puțin timp înainte de a muri.
- Jia She - Fiul cel mare al Văduvei. Este tatăl lui Jia Lian și al lui Jia Yingchun. Perfid, lacom și afemeiat, este gelos pe fratele lui mai mic, favoritul mamei lor. Mai târziu va fi deposedat de rang și de avere și izgonit de guvern.
- Jia Zheng - Tatăl lui Baoyu, fiul cel mic al Văduvei. Este adeptul confucianismului, înțelept și foarte disciplinat. De teamă că singurul lui moștenitor va apuca pe căi greșite, îi impune fiului său reguli stricte, ba chiar și pedepse corporale uneori. Are o soție, Lady Wang, și o concubină, Zhao. Este un om învățat, care se străduiește să fie bun și corect, însă este desprins de realitate și nu se implică în deciziile familiei sau ale curții imperiale.
- Jia Lian - Soțul lui Xifeng și vărul mai mare pe linie paternă al lui Baoyu, un afemeiat notoriu, ale cărui aventuri o scot din minți pe soția lui, inclusiv relații pasagere cu bărbați pe care ea nu îi cunoaște. Concubina lui însărcinată (a doua soră You) moare în urma uneltirilor soției geloase. El și soția lui se ocupă de administratea averii familiei și deseori se ceartă pe această temă.
- Xiangling - Servitoarea soților Xue, năzcută Zhen Yinglian (omofon cu „demnă de milă”), fiica răpită și pierdută a lui Zhen Shiyin (omofon cu „cel ce ascunde adevărul”), fermierul bogat din capitoul 1. Numele ei este schimbat în Qiuling de către soția geloasă a lui Xue Pan, Xia Jingui, care încearcă să o otrăvească. După moartea lui Jingui, Xue Pan o face stăpâna casei, dar va muri curând în chinurile facerii.
- Ping'er - Chelăreasa și confidenta lui Xifeng. Este și concubina soțului lui Xifeng, Jia Lian. A fost servitoarea lui Xifeng în copilărie, iar acum o însoțește în casa Jia, ca parte din zestre. Se descurcă bine cu toate problemele pe care le întâmpină, o ajută pe Xifeng și este modelul unei servitoare devotate. De asemenea, se numără printre puținele persoane apropiate de Xifeng. Deoarece se bucură de încrederea stăpânei sale, ea are autoritate asupra celorlalți servitori din casă, dar nu abuzează niciodată de puterea ei, este dreaptă și binevoitoare cu toți. Este extrem de loială stăpânei sale, dar este mai blândă decât aceasta.
- Xue Pan - Fratele mai mare al lui Baochai, un derbedeu leneș și necivilizat, cunoscut pentru aventurile sexuale, atât cu femei cât și cu bărbați. Odată a ucis un bărbat din pricina unei femei (Xiangling), dar crima a fost mușamalizată cu banii familiei sale.
- Bunica Liu - O rudă îndepărtată, de la țară, a familiei Wang, este sursa unui contrast comic cu doamnele stilate din Casa Rongguo. La un moment dat, o salvează pe Qiaojie de unchiul ei matern, care voia să o vândă.
- Lady Wang - Budistă, prima soție a lui Jia Zheng. Este fiica uneia dintre cele mai ilustre familii din Jinling. Din cauza stării precare de sănătate, ea predă treburile domestice nepoatei sale, Xifeng, de îndată ce aceasta se căsătorește și intră în Casa Jia, deși tot ea are ultimul cuvânt de spus în ceea ce privește administrarea gospodăriei, iar Xifeng i se supune. Lady Wang pare o stăpână blândă și o mamă iubitoare, însă poate fi crudă și neiertătoare atunci când este provocată. Le urmărește îndeaproape pe servitoarele lui Baoyu, pentru a se asigura că fiul ei nu se va îndrăgosti de vreuna dintre ele.

- Mătușa Xue - Născută Wang, este mătușa lui Baoyu pe linie maternă, mama lui Pan și Baochai, sora lui Lady Wang. Este amabilă și blândă, dar îi este greu să-și controleze nesăbuitul fiu.

- Hua Xiren - Principala servitoare și concubina neoficială a lui Baoyu. Era servitoarea Văduvei, iar aceasta i-a dat-o lui Baoyu, deci, practic, acum este servitoarea lui. Atentă și grijulie cu Baoyu, cu ea își împlinește Baoyu prima experiență sexuală din lumea reală, în capitolul 5. După dispariția lui Baoyu, se căsătorește, fără să știe, cu Jiang Yuhan, unul dintre prietenii acestuia.

- Qingwen - Servitoarea personală a lui Baoyu. Cea mai frumoasă, dar și trufașă dintre servitoarele lui Baoyu, se aseamănă foarte bine cu Daiyu. Dintre toate servitoarele lui, este singura care îndrăznește să se contrazică cu el, fiind, în același timp, și cea mai devotată. O disprețuiește pe Xiren pentru că încearcă să dobândească un statut privilegiat în familie prin relația sexuală cu Baoyu. Lady Wang o bănuiește că ar avea o aventură cu Baoyu și o concediază. După o asemenea nedreptate și umilință, Qingwen se îmbolnăvește și moare la scurt timp după ce este izgonită din Casa Jia.Qingwen, pictură de Xu Baozhuan

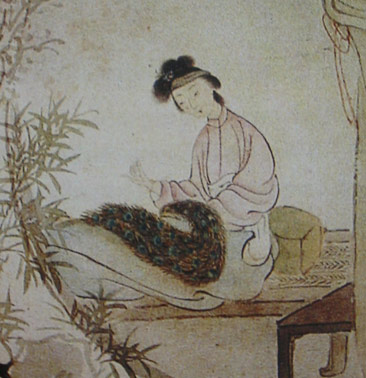
Qingwen, pictură de Xu Baozhuan

- Yuanyang - Servitoarea principală a Văduvei. Refuză cererea în căsătorie (în calitate de concubină) din partea desfrânatului Jia She, fiul mai mare al bunicii Jia, și se sinucide imediat după moartea Văduvei.
- Mingyan - Pajul lui Baoyu. Își cunoaște perfect stăpânul.
- Zijuan - Servitoarea credincioasă a lui Daiyu, cedată de Văduvă fiicei sale. Mai târziu, se călugărește pentru a o servi pe Jia Xichun.
- Xueyan - Cealaltă servitoare a lui Daiyu. A venit împreună cu Daiyu din Yangzhou, este o fată tânără, cu inima curată. La un moment dat, i se cere să o însoțească pe Baochai acoperită cu voalul de mireasă, pentru a-l păcăli pe Baoyu că se căsătorește cu Daiyu.
- Concubina Zhao - Una dintre concubinele lui Jia Zheng. Este mama lui Jia Tanchun și Jia Huan, frații vitregi ai lui Baoyu. Dorește să fie capul gospodăriei, însă nu va reuși. Încearcă să-i ucidă pe Baoyu și pe Xifeng prin magie neagră, dar până la urmă cade ea însăși victimă acestor uneltiri.

### Personaje secundare
- Qin Zhong - Sora lui mai mare este Qin Keqing, soția nepotului lui Baoyu, deci, practic, este cu o generație mai tânăr decât Baoyu. El și Qin Keqing sunt copiii adoptați ai lui Qin Ye. Cei doi băieți se înscriu împreună la școala clanului Jia, iar el devine cel mai bun prieten al lui Baoyu. Din roman se desprinde ideea că prietenia lor ar putea fi mai mult decât o simplă prietenie nevinovată. Qin Zhong și novicea Zhineng se îndrăgostesc, însă el moare în urma bătăilor severe din partea tatălui său, epuizării sexuale, durerii și remușcării.[7] Un comentator a scris că numele Qin Zhong este un joc de cuvinte pentru „pasiune întrupată” și că sora lui, Qinshi, îl inițiază pe Baoyu în relații heterosexuale în vis, în timp ce el îl inițiază în relații homosexuale.[8]
- Jia Lan - fiul lui Jia Zhu, fratele decedat al lui Baoyu, și al virtuoasei sale soții, Li Wan. Este un copil drăgăstos, care reușește să treacă de examenele imperiale prin intemediul familiei.
- Jia Zhen - Capul Casei Ningguo, ramura mai în vârstă a familiei Jia. Are o soție, pe Lady You, o soră mai mică, Jia Xichun, și mai multe concubine. Este extrem de lacom și liderul neoficial al clanului după pensionarea tatălui său. Comite adulter cu nora lui, Qin Keqing.
- Lady You - Soția lui Jia Zhen, singura doamnă din Casa Ningguo.
- Jia Rong - Fiul lui Jia Zhen și soțul lui Qin Keqing. Este copia fidelă a tatălui său și Cavaler în Gărzile Imperiale.
- A doua soră You - Jia Lian o face amanta lui în secret. Femeie liniștită înainte de căsătorie, devine o soție credincioasă și iubitoare. Din cauza intrigilor urzite de Wang Xifeng, se sinucide înghițind o bucată mare de aur.
- Lady Xing - Soția lui Jia She. Ea este mama vitregă a lui Jia Lian.
- Jia Huan - Fiul concubinei Zhao. El și mama lui sunt umiliți și jigniți de familie. Într-un acces de furie, dornic de răzbunare, varsă ceara de la o lumânare, cu gândul de a-l orbi pe Baoyu.
- Sheyue - Principala servitoare a lui Bayou, după Xiren și Qingwen. Este frumoasă și grijulie, o completare perfectă pentru Xiren.
- Qiutong - Cealaltă concubină a lui Jia Lian. A fost servitoarea lui Jia She, dată apoi drept concubină lui Jia Lian. Este o femeie foarte mândră și arogantă.
- Sora Sha - O servitoare care face munca grea pentru Văduvă. Este necioplită, dar amuzantă și grijulie. În versiunea lui Gao E și Cheng Weiyuan, ea o anunță fără să vrea pe Daiyu despre planurile secrete de căsătorie ale lui Baoyu.

## Limba
Romanul este compus mai mult în scrierea chineză vernaculară (baihua) decât în limba chineză clasică (wenyan). Cao Xueqin era familiar cu poezia chineză și chineza clasică, iar dialogul romanului este scris în dialectul mandarin de la Beijing, care avea să devină baza chinezei moderne vorbite. La începutul secolului al XX-lea, lexicografii au folosit textul pentru a stabili vocabularul noii limbi standardizate, iar reformatorii au folosit romanul pentru a promova limbajul scris vernacular.

## Scriere și publicare
Încă există dezbateri cu privire la contextul exact și perioada în care a fost scris Visul din pavilionul roșu. Se știe cu certitudine că autorul Cao Xueqin a început să scrie romanul în jur de 1740. Cao era membru al unei familii chineze ilustre care servise împărații Manchu din dinastia Qing, dar a cărei avere începuse să scadă. Până la moartea lui Cao, în 1763 sau 1764, manuscrisele copiate de mână ale primelor 80 de capitole ale romanului începuseră deja să circule, iar Cao se poate să fi apucat să scrie schițe pentru capitolele rămase. Aceste manuscrise copiate de mână au circulat mai întâi printre prietenii săi personali și un cerc tot mai mare de pasionați, apoi în cele din urmă pe piața liberă, unde s-au vândut pentru sume mari de bani.
Prima versiune tipărită a romanului, publicată de Cheng Weiyuan și Gao E în 1791, conține editări și revizuiri pe care Cao nu le-a autorizat niciodată. Este posibil ca el însuși să fi distrus ultimele capitole sau anumite fragmente din finalul original al lui Cao să fi fost încorporate în versiunile Cheng-Gao de 120 de capitole.

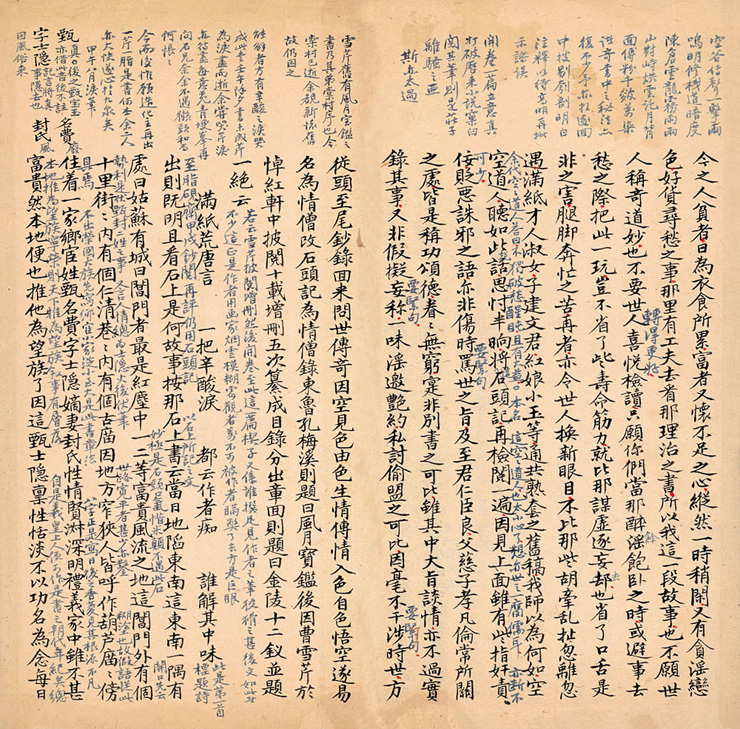
Pagină din manuscrisul Jimao al romanului (una dintre versiunile Rouge), 1759

### Versiunile Rouge
Până în 1791, romanul a circulat în manuscrise copiate de mână. Au supraviețuit 12 manuscrise independente, cu mici diferențe în ceea ce privește unele caractere, reformulări și posibile rescrieri, care fac ca textele să varieze puțin. Cele mai vechi manuscrise se termină brusc, cel mai târziu la capitolul 80. Versiunile anterioare conțin comentarii și adnotări cu cerneală roșie sau neagră de la comentatori necunoscuți. Aceste observații ale comentatorilor dezvăluie multe despre autor ca persoană, iar acum se crede că unii dintre ei ar putea fi chiar membri ai propriei familii a lui Cao Xueqin. Cel mai proeminent comentator este Zhiyanzhai, care a dezvăluit o mare parte din structura interioară a lucrării și finalul original al manuscrisului, acum pierdut. Aceste manuscrise, cele mai sigure versiuni din punct de vedere textual, sunt cunoscute sub denumirea de „versiunile rouge”.
Primele 80 de capitole sunt pline de profeții și prevestiri dramatice care oferă indicii despre cum va continua cartea. De exemplu, este evident că Lin Daiyu va muri în cele din urmă în cursul romanului, că Baoyu și Baochai se vor căsători sau că Baoyu va deveni călugăr. O ramură a Redologiei, cunoscută sub numele de tànyì xué, se concentrează pe recuperarea finalului manuscrisului pierdut, pe baza adnotărilor comentatorilor din versiunile Rouge, precum și a prefigurațiilor interne din cele 80 de capitole anterioare.

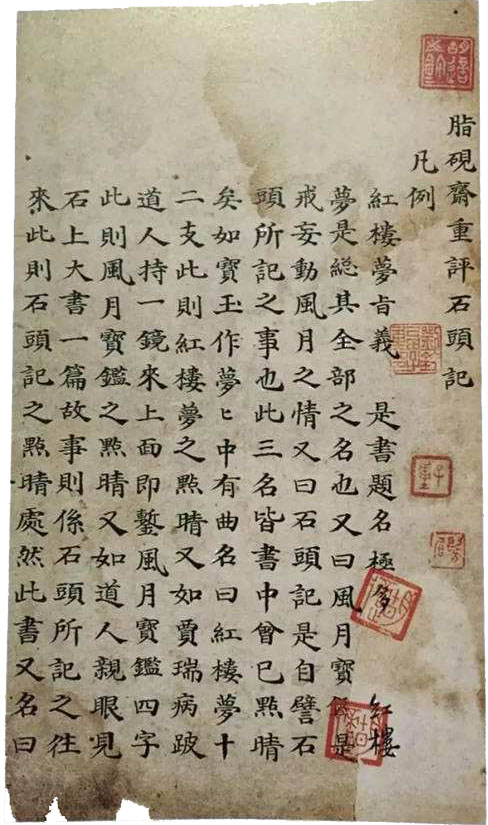
Manuscrisul Jiaxu, 1754

Mai există câteva manuscrise timpurii. În prezent, „manuscrisul Jiaxu” (care datează din 1754) este păstrat la Muzeul din Shanghai, „manuscrisul Jimao” (1759) este păstrat la Biblioteca Națională a Chinei, iar „manuscrisul Gengchen” (1760) la biblioteca Universității Peking din Beijing. Universitatea Normală din Beijing și Institutul de Studii Orientale al Academiei Ruse de Științe au deținut, de asemenea, manuscrise ale romanului care precedau prima ediție tipărită din 1791.

### Versiunile Cheng-Gao
În 1791, Gao E și Cheng Weiyuan au scos prima ediție tipărită a romanului. Aceasta a fost și prima ediție integrală din Povestea pietrei, pe care au tipărit-o ca Visul ilustrat din pavilionul roșu. În timp ce manuscrisele originale Rouge au optzeci de capitole, ediția din 1791 a extins romanul la 120 de capitole. Primele 80 de capitole erau editate din versiunile Rouge, însă ultimele 40 au erau recent publicate.
În 1792, Cheng și Gao au publicat o a doua ediție, corectând erorile editoriale ale versiunii din 1791. În prefețele din 1791, Cheng a susținut că a creat un final bazat pe manuscrisele de lucru ale autorului.
Dezbaterea asupra ultimelor 40 de capitole și a prefețelor din 1791–92 continuă și în prezent. Mulți savanți moderni consideră că aceste capitole au fost o adăugare ulterioară. Hu Shih, în Studies on A Dream of the Red Chamber (1921) a susținut că aceste capitole au fost scrise de Gao E, citând prefigurarea destinelor personajelor principale în capitolul 5, care diferă de sfârșitul versiunii Cheng-Gao din 1791. Cu toate acestea, la mijlocul secolului al XX-lea, descoperirea unui manuscris de 120 de capitole care datează cu mult înainte de 1791 a complicat și mai mult întrebările referitoare la implicarea lui Gao E și Cheng Weiyuan - dacă pur și simplu au editat sau chiar au scris ei continuarea romanului. Deși nu este clar dacă ultimele 40 de capitole ale manuscrisului descoperit conțineau lucrările originale ale lui Cao, cercetătoarea Irene Eber a afirmat că descoperirea acestui manuscris „pare să confirme afirmația lui Cheng și Gao că ei doar au editat un manuscris complet, format din 120 de capitole, în loc să scrie efectiv o porțiune din roman”.
Cartea este de obicei publicată și citită în versiunea de 120 de capitole a lui Cheng Weiyuan și Gao E. Unele ediții moderne, cum ar fi cea a lui Zhou Ruchang, nu includ ultimele 40 de capitole.
În 2014, trei cercetători care au folosit analiza datelor despre stilurile de scriere au declarat că, prin aplicarea acestei metode la versiunea Cheng–Gao a Visului din pavilionul roșu, au descoperit  dovezi convingătoare, dacă nu chiar incontestabile, că primele 80 de capitole și ultimele 40 de capitole ale cărții au fost scrise de doi autori diferiți.
În 2020, Zhang Qingshan, președintele organizației academice Society of the Dream of the Red Chamber, a declarat că, deși autorul ultimelor 40 de capitole ale romanului rămâne incert, este puțin probabil ca Gao E să fi fost cel care le-a scris.

## Receptare critică

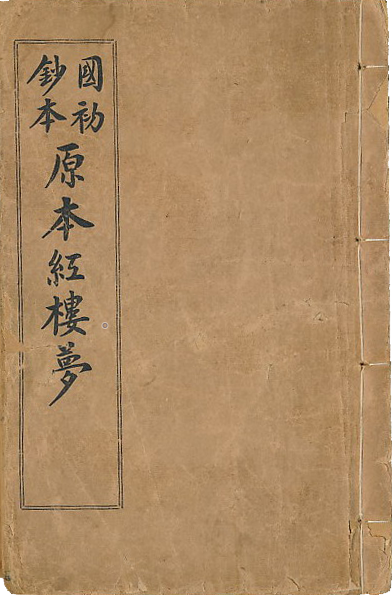
Coperta unei ediții tipărite în 1912 a versiunii lui Youzheng

La sfârșitul secolului al XIX-lea, influența acestui roman era atât de răspândită încât politicianul și activistul Liang Qichao l-a criticat vehement, alături de un alt roman clasic Water Margin, pentru „incitare la jaf și pofte carnale” și pentru împiedicarea introducerii romanelor în stil occidental, pe care le considera mai responsabile din punct de vedere social. Totuși, eminentul savant Wang Guowei a realizat o nouă metodă de interpretare literară într-un eseu inovator din 1904, în care a invocat filosofia lui Arthur Schopenhauer. Wang a numit romanul „tragedia tragediilor”, spre deosebire de finalurile fericite din majoritatea dramelor și ficțiunilor anterioare. Wang a proclamat romanul „demn de a fi considerat singura mare capodopera din domeniul artei chineze”.
La începutul secolului al XX-lea, deși Mișcarea Noii Culturi a avut o viziune critică asupra clasicilor adepți ai confucianismului, savantul Hu Shih a folosit instrumentele criticii textuale pentru a pune romanul într-o cu totul altă lumină, ca element fundamental pentru cultura națională. Hu și studenții săi, Gu Jiegang și Yu Pingbo, au stabilit mai întâi că Cao Xueqin a fost autorul lucrării. Recunoașterea importanței de a stabili autorul unei opere scrise a reflectat un nou respect pentru ficțiune, deoarece formele mai mici de literatură nu fuseseră atribuite în mod tradițional unor persoane anume. Apoi, Hu s-a bazat pe investigațiile lui Cai Yuanpei privind istoria tipăririi edițiilor timpurii pentru a pregăti texte de lectură de încredere. Sarcina finală și, în unele privințe, cea mai importantă, a fost să studieze vocabularul și utilizarea dialectului din Beijing al lui Cao ca bază pentru limba mandarină modernă.
În anii 1920, savanții și cititorii devotați au dezvoltat Hongxue sau Redologia. Printre cititorii pasionați s-a numărat și tânărul Mao Zedong, care mai târziu a susținut că a citit romanul de cinci ori și l-a lăudat ca fiind una dintre cele mai mari opere ale literaturii din China. Influența temelor și stilului romanului este evidentă în multe lucrări de proză chineză modernă. La începutul anilor 1950 a fost o perioadă bogată pentru Redologie, cu publicarea unor studii majore de către Yu Pingbo. Zhou Ruchang, care, în calitate de tânăr cărturar, ajunsese în atenția lui Hu Shih la sfârșitul anilor 1940, a publicat primul său studiu în 1953, care a devenit imediat un best seller. Dar, în 1954, Mao l-a criticat personal pe Yu Pingbo pentru „idealismul său burghez”, nereușind să sublinieze că romanul a expus decadența societății „feudale” și tema luptei de clasă. În Campania celor o sută de flori, Yu a fost supus unor critici grele, dar atacurile au fost atât de extinse și pline de citate din opera sa, încât au răspândit ideile lui Yu multor oameni care altfel nu ar fi știut de existența lor.
În timpul Revoluției Culturale, romanul a fost inițial criticat, deși și-a recăpătat rapid prestigiul în anii următori. Zhou Ruchang și-a reluat activitatea, publicând în cele din urmă peste 60 de studii biografice și critice. În 2006, Zhou, care nu avea încredere în edițiile lui Gao E, a colaborat cu romancierul Liu Xinwu, autorul unor studii populare despre roman, pentru a produce o nouă versiune de 80 de capitole, din care Zhou eliminase amendamentele Cheng-Gao. Liu a realizat un final aparent mai fidel versiunii inițiale a lui Cao. Romanul continuă să aibă influență asupra poeților chinezi contemporani, cum ar fi An Qi, care i-a adus un omagiu în poemul ei „Lui Cao Xueqin”.
Criticul Anthony West a numit romanul „unul dintre cele mai mari romane ale literaturii universale (...), emblematic pentru China, la fel cum este Proust pentru Franța sau Karamazov pentru Rusia.”

## Continuări
Datorită popularității sale imense, au fost publicate mai multe continuări ale romanului, încă din timpul dinastiei Qing. În prezent, sunt înregistrate peste treizeci de continuări ale romanului, inclusiv cele moderne. Continuările moderne (post-1949) tind să reia acțiunea după capitolul optzeci și includ pe cele ale lui Zhang Zhi, Zhou Yuqing, Hu Nan și Liu Xinwu.

## Adaptări

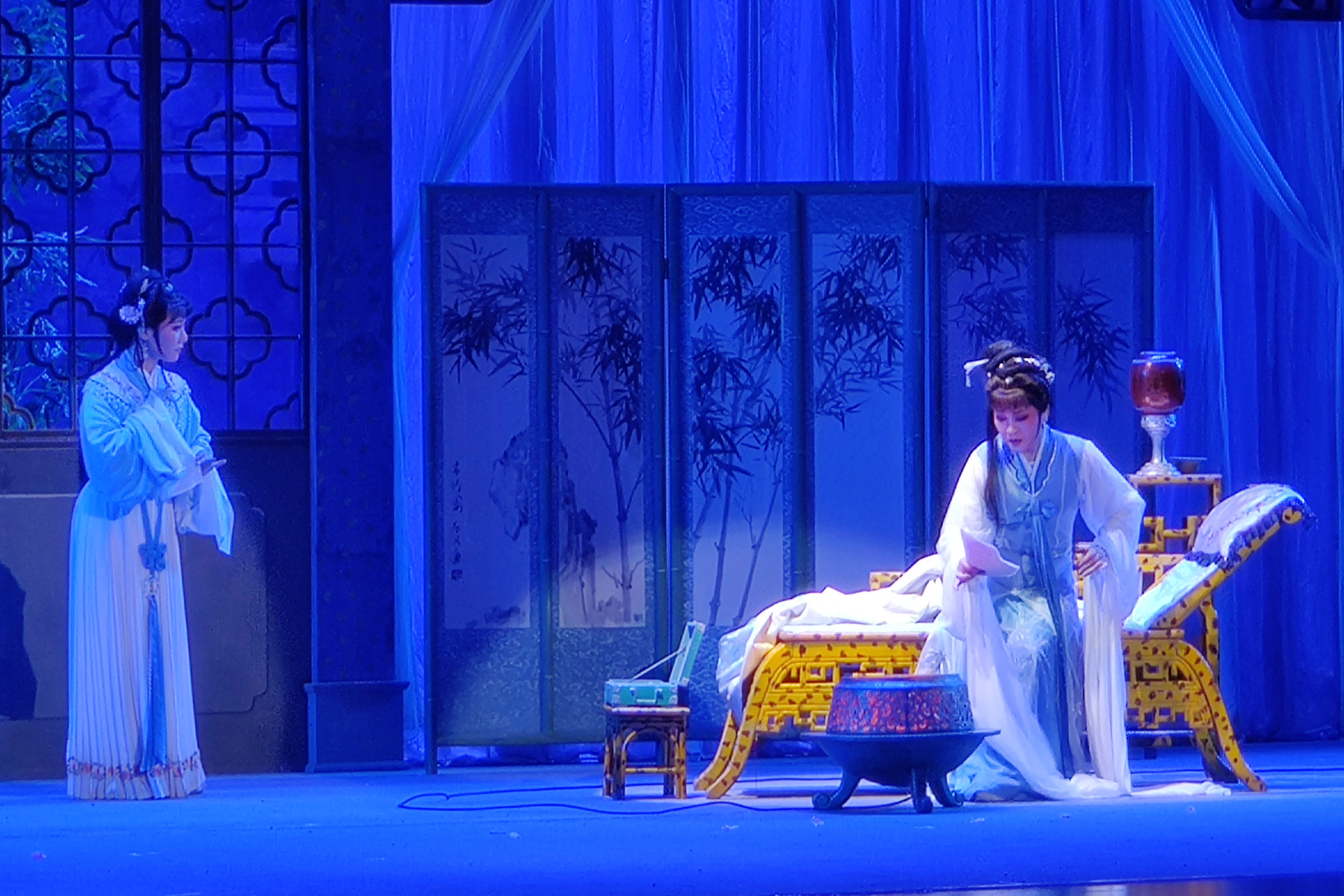
Scenă dintr-o operă chineză din Visul din pavilionul roșu

Au fost realizate peste paisprezece adaptări cinematografice ale romanului, inclusiv filmul din 1944 regizat de Bu Wancang, adaptarea realizată de Shaw Brothers în Hong Kong (1977), cu Sylvia Chang și Brigitte Lin în rolurile principale și filmul din 1988 regizat de Xie Tieli și Zhao Yuan. Acest ultim film a necesitat doi ani de pregătiri și trei ani pentru filmări și rămâne, cu o durată de 735 de minute, cel mai lung film chinezesc realizat vreodată.
În 1981, compania artistică Jiangsu Song and Dance Ensemble a lansat în premieră o versiune dramatică de dans. O versiune reproiectată a fost interpretată în 1982 la Beijing, de China Opera and Dance Drama Theatre, avându-l ca protagonist pe dansatorul Chen Ailian.
Au fost produse cel puțin zece adaptări de televiziune (în afară de numeroasele adaptări de operă chineză), printre care și serialul de televiziune din 1987, care este considerat de mulți din China ca fiind o adaptare cât se poate de fidelă a romanului. Inițial a fost destul de controversat, deoarece puțini Redologi au crezut că o adaptare televizată ar putea respecta cu acuratețe firul romanului. Decizia producătorului și regizorului Wang Fulin de a angaja actori tineri non-profesioniști s-a dovedit justificată pe măsură ce serialul TV a câștigat o popularitate enormă în China. La succesul serialului a contribuit în mare măsură compozitorul Wang Liping. Acesta a adaptat muzical multe dintre versurile clasice ale romanului și a durat aproape patru ani pentru a-și finaliza compozițiile. Alte versiuni de televiziune au fost un serial taiwanez din 1996 și o versiune din 2010 în regia lui Li Shaohong.
Spre deosebire de celelalte mari romane chinezești, în special Romanul cavaleresc al celor Trei Regate și Călătorie spre Vest, Visul din pavilionul roșu a primit puțină atenție în lumea jocurilor video, doar două romane vizuale în limba chineză au fost lansate începând cu 2017. Hong Lou Meng și Hong Lou Meng: Lin Daiyu yu Bei Jingwang au fost ambele lansate de Beijing Entertainment All Technology. Acesta din urmă a fost lansat pe 8 ianuarie 2010 și este o versiune extinsă a primului joc, cu eroinele principale ale jocului cu voce integrală și terminații suplimentare CG+.
Pornind de la roman, compozitorul chinez-american Bright Sheng a compus o operă în limba engleză în două acte, cu libretul semnat de Sheng și David Henry Hwang. Opera de trei ore a avut premiera mondială pe 10 septembrie 2016, la Opera din San Francisco. În 2020, trupa americană de art-rock Elysian Fields a lansat câteva melodii pe versuri din roman, pe albumul Transcience of Life.
În jocul video din 2023 Limbus Company, creat de studioul sud-coreean Project Moon, personajul Hong Lu se bazează pe Visul din pavilionul roșu.